# Escondido (Kalifornie)
Escondido je město v okrese San Diego County ve státě Kalifornie ve Spojených státech amerických. V San Diego County jde o jedno z nejstarších měst vůbec. Dnes je 4. nejlidnatějším městem v San Diego County a 38. nejlidnatějším městem v Kalifornii. Město sousedí na jihu se San Diegem a na západě s městem San Marcos.
V roce 2020 zde žilo 151 038 obyvatel. S celkovou rozlohou 95,801 km² byla hustota zalidnění 1567,61 obyvatel na km². Město leží v oblasti se semiaridním podnebím.